# 男性健康

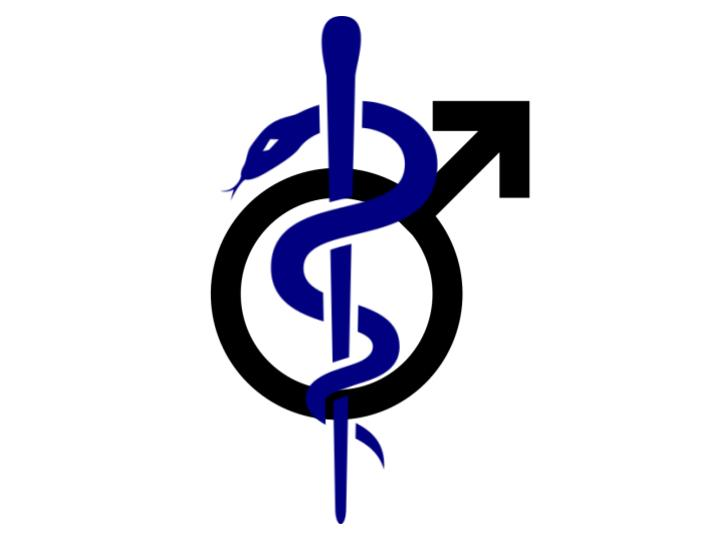
男性健康的標誌

男性健康（Men's health）是有關男性的健康議題，依WHO的定義，健康「不僅為疾病或虛弱之消除，而是體格，精神與社會之完全健康狀態。」。男性和女性健康議題上的差異可能是因為生理因素（例如男性性器官或是荷爾蒙）、行為因素（男性比較容易有不健康或是危險的行為，也比較少看醫生）及社會因素（例如工作）。男性的健康議題常和生理結構（如男性生殖系統）或因為性激素有關的病症有關。有些病症會影響男性以及女性，例如癌症及職業死亡，但在男性和女性身上的影響方式不同。男性的健康議題也包括一些醫療上的處境，男性面對的問題有些是延伸到他們的生理以外的議題，例如有關醫學治療取得以及社會經濟學因素上的性別差異。有些會影響兩性的疾病比較容易發生在男性身上。在撒哈拉沙漠以南之外的區域，男性得到艾滋病的風險較高，這和男男性行為有關，而且常常是针对男性的强奸。

## 定義
有關「男性健康」的概念，有許多不同的定義。2016年的國際文獻評審發現有七種不同的定義，已依照WHO對於健康的通用定義重新下了「男性健康」的定義，避免一些男性特定的疾病，以及一些男性的刻板印象。

## 預期壽命
雖然男性及女性的預期壽命都在增加，男性預期壽命會比女性要短，不論種族或是地區都有此現象。依照世界卫生组织的數據，自2016年起，男性和女性的預期壽命差距約在4.4歲。不過，不同國家的差距會有不同，低收入的國家其男女預期壽命差距較小。男性預期壽命較短的原因，有生理因素、行為因素，也有社會因素，不過還不知道各因素中的相對重要性。對健康的整體態度也隨性別而不同，男性比較不會主動看醫生，因此導致健康狀況較差。

不同國家男性和女性預期壽命的比較

影響男性預期壽命較短的生理原因包括基因以及激素。男性的第23對染色體是由X染色體和Y染色體組成，不像女性是二個X染色體。Y染色體的體積較小，基因也較少。這個差異和男性的預期壽命比女性短有關，因為女性有二個X染色體，若任何一個因為疾病造成基因變化時，因為存在另一個染色體，其影響效果會比較小。因為男性沒有第二個染色體，就沒有這種潛在的保護作用。以激素來說，睾酮是和男性很多機能有關的性激素，只和女性少數的機能有關。男性的低睾酮是心血管相關疾病的風險因子。相對的，若睾酮過高，有可能造成前列腺相關的疾病。男性的預期壽命較短，也有一定程度受到激素的影響。
在行為因素上，男性濫用酒精、煙或毒品的比例比女性要高，容易增加肺癌、心血管疾病及肝硬化的風險。這會影響男性的預期壽命。例如，依照世界衛生組織的數據，2010年，有314萬的男性因為和濫用酒精相關的疾病而死亡，類似疾病死亡的女性只有172萬人。和女性比起來，男性比較容易參與一些有較高發病率、傷害和死亡率的危險活動，這類的活動超過30種。另外，男性有自殺意圖的比例雖比女性要低，但因為自殺死亡的比例明顯比女性要高。
影響男性健康的社會性因素包括男性容易因為職業，暴露在較多的物理危害或是化學危害中。在歷史上，男性工作相關的壓力較大，會增加高血壓、心肌梗死及中風的風險，這些都會降低預期壽命。不過需要注意的是：女性在職場中也已有一定的角色，因此類似的影響不是只出現在男性身上。

## 心理健康

### 心理壓力
男性和女性大部份壓力下的症狀類似，不過體驗壓力的方式可能不同。根據美国心理学会，相較於女性，男性比較不會反映和壓力有關的生理或心理症狀。男性在面臨壓力時，比較會在社交上退縮，也不太會設法管理其壓力。以壓力的原因來看，男性比較容易表示工作為其壓力的來源（也比較會表示錢和經濟是其壓力的來源）
男性的心理壓力一般和許多會響影響其健康的併發症有關：高血壓、以及之後的隨後的心血管發病率和死亡率、心血管疾病、勃起功能障碍，也可能會降低生育可能性（因為性衝動及性交次數的減少）。
男性當爸爸時，可能會在嬰兒产前发育階段或嬰兒出生後出現短暫的壓力。壓力程度會隨懷孕週數上昇，一直到嬰兒出生時會到高峰，之後在產後護理時會慢慢下降。造成這類心理壓力的原因包括有關懷孕的負面感受、成為父親後的角色限制、恐懼分娩、擔心無法勝任照顧嬰兒的工作等。這類的壓力對父親有負面的影響。父親比較大的壓力會和心理因素有關，例如焦慮、抑鬱、心理困擾及疲勞。男性也有产后抑郁症的症狀，在新生兒出生後，男性有产后抑郁症的比例約從8%到10%不等。

### 物質濫用
物質濫用及酒精不當使用可定義為了調整情緒而使用物質，但對身體有害的行為模式。酒類是最常被濫用的物質，男性酗酒的可能性是女性的兩倍。男性喝酒會喝的比較多，也比較會暴飲有至爛醉的情形，女性比較可以長期節制，不去喝酒。男性也比較會有物質濫用的情形 ，以藥物為例，美國男性一生中藥物濫用的患病率是11.5%，而女性只有6.4%。男性也比較會因為同儕壓力而物質濫用或成癮。

#### 風險因素
男性和女性的物質濫用及酒濫用和不同的心理健康問題有關。心理健康問題不但是人們喝太多酒之後的結果，而且也可能是喝太多酒的原因。喝酒的一個主要原因就是為了改變心情或是心理狀態。酒精可以暫時的減輕焦慮及抑鬱的情緒，有些人以此做為對抗負面感受的方式。不過，飲酒可能會讓已有的心理健康問題更加惡化，已有證據證實大量喝酒或物質濫用的人，患有心理健康問題的風險較高。有心理問題（創傷後壓力症候群）的男性，出現物質濫用的比例是女性的兩倍。

#### 治療
目前已經找到男性和女性在心理健康以及物質濫用上，有關尋求治療的性別差異。女性比較會將有關心理健康的問題告訴其基礎醫療的醫師，並且尋求其幫助，而男性比較會去找專科醫師，並尋求住院治療。相較於女性，男性也比較容易和醫師說有關喝酒過多的問題。美國針對物質使用疾患接受治療的男性比女性要多。不論男性或女性，只要早期治療，之後的心理健康情形都會比較好。

### 自殺

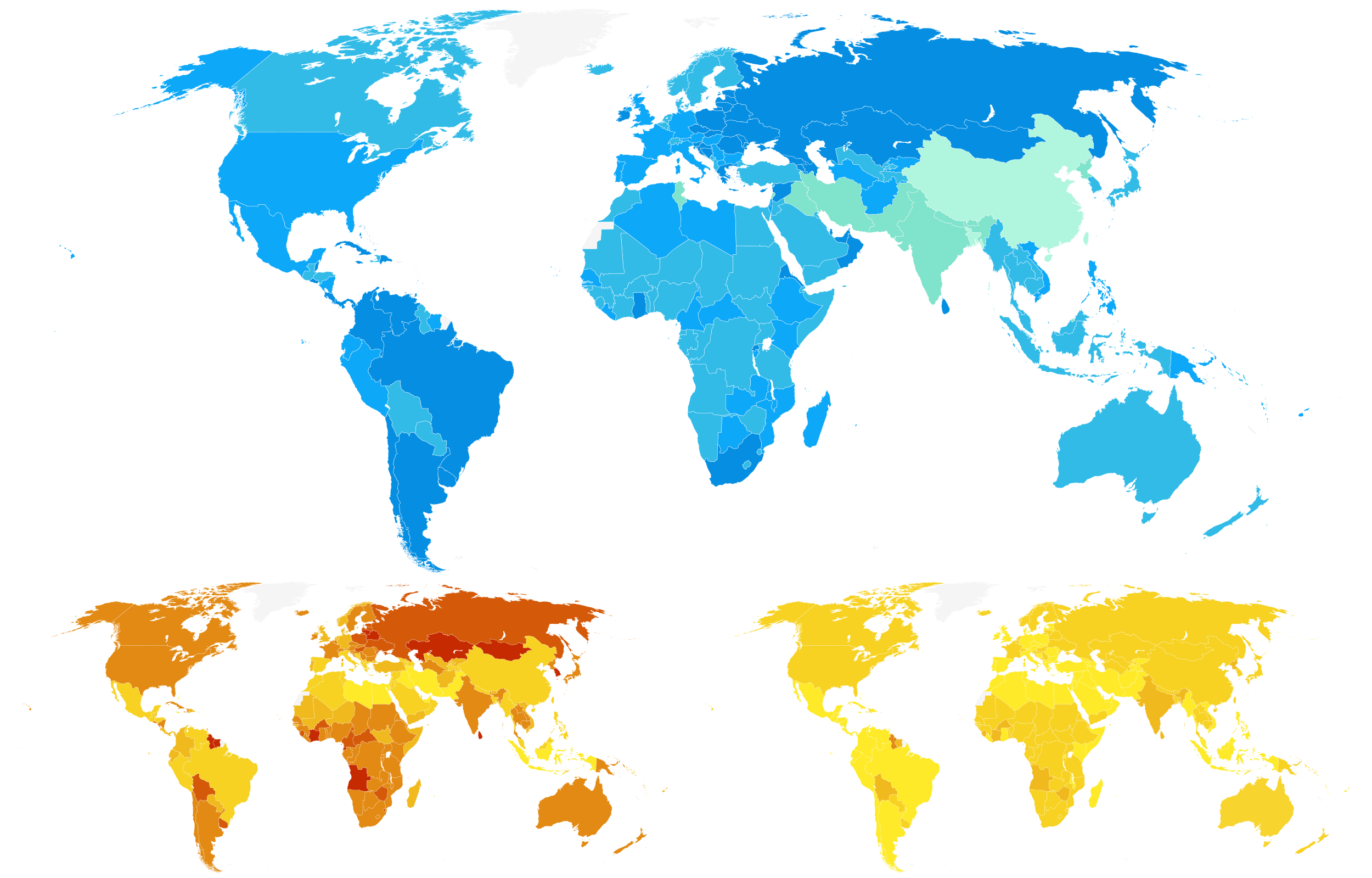
世界衛生組織：2015年全球自殺率的資訊, 上圖是男性相對女性死亡率的比例，下圖左側是每十萬人男性的死亡人數，下圖右側是每十萬人男性的死亡人數，資料都經過年齡標準化處理，顏色越深比例越高

男性自殺的發生率高，但不太容易受到公眾的察覺。自殺是全世界第13名的死因，而男性死亡人數比女性要高很多。女性試圖自殺的比例是比男性要高，但男性自殺身亡的比例比女性要高。這稱為自殺行為的性別悖論。依照2016年世界衛生組織的資訊，全世界男性年齡標準化的自殺率是女性的1.8倍。各國的自殺率都是男性比女性高，但具體比例仍隨國家而不同。像英國及澳洲的男性自殺率是女性的三倍，在美國、俄羅斯及阿根廷則是四倍。南非的男性自殺率是女性的五倍。東亞的性別差異較小，男性自殺率是女性的一至二倍。有許多因素可以解釋其中的性別差異，例如男性在自殺時比較會使用高死亡率的方式，例如上吊、一氧化碳中毒，或是使用足以致命的武器。另一個可解釋自殺的性別差異的原因，可能是在社會上傳統性別角色下的壓力，以及男性在社會化過程中的壓力。

#### 風險因子
在男性和女性自殺率的差異上，有些和自殺行為的風險因子相關的差異。自殺是複雜的，無法歸因於單一的因素，不過可能有生理、社會及精神方面的因素。精神疾患是男性和女性自殺的主要風險因子之一。常見和自殺有關的精神疾患包括有抑鬱、躁鬱症、精神分裂症及物質使用疾患。除了精神疾患外，像是失業以及職業壓力等心理社會因素也是男性的風險因子之一。酒精濫用也是男性比女性常出現的風險因子之一，也會增加抑鬱及衝動型行為的比例。此問題在男性身上格外嚴重，男性酒精中毒的比例是女性的兩倍。男性的另一個風險因素是男性不願意求助，這是源自男性化的內在觀念。傳統的男性刻板印象會預期男性是強壯及堅忍的，若有任何表達易受傷的表現（例如找心理醫生），此男性就會視為是缺少男子氣概的弱者。因此男性的抑鬱症常沒有診斷出來，其疾病沒到得到治療，可能因此而導致自殺。

#### 警訊
在降低全球的自殺率上，識別自殺的警訊是非常重要的一部份，針對男性格外是如此，因為這些警訊往往會以一些不容易察覺的方式表達出來，例如，抑鬱及自殺意圖常會表示為憤怒、敵對和易怒的型式。而且男性也更常出現冒險以及規避的行為。

## 組織
英國的男性健康論壇是在1994年成立。一開始是由英國皇家護理學院成立，後來在2001年成為獨立的慈善機構。第一個男性健康週是在1994年於美國舉行。第一個英國的男性健康週是在2002年，第二年則有國際性的活動（國際男性健康週），是在國際父親節（六月第三個週日前的一週）。2005年時，任命了全世界第一位的男性健康教授，是英國東北部利茲貝克特大學的Alan White。
澳洲的男性健康資訊和資源中心（Men's Health Information and Resource Centre）提倡一個有關男性健康的健康本源研究，著重在健康後面的因果關係。此中心是由John Macdonald領導，在1999年成立。此中心在澳洲進行澳洲男性健康週的活動，主要資金來源是新南威爾士州衛生部的贊助。
英國的全球男性健康行動（The Global Action on Men's Health、GAMH）在2013年成立，在2018年5月在英國註冊為慈善機構。這個合作計劃的目的是將全球的男性健康組織整合到一個新的全球網絡中。全球男性健康行動是在各國以及國際層面上，鼓勵國際組織（例如世界衛生組織）以及各國政府發展有關男性健康的研究、政策及策略。

## 外部連結
- Men's Health Network
- Men's Health Information and Resource Centre (Australia) （页面存档备份，存于）